# Корела
Корела (Nymphicus hollandicus) — птах родини какаду. Єдиний вид роду.

## Зовнішній вигляд
Довжина з хвостом 30—33 см, хвоста 14—16 см, вага бл. 80 — 100 г. Характерною рисою є досить високий чубчик на голові та довгий загострений хвіст. Забарвлення оперення у самців та самок різне. Самець забарвлений більш яскраво. Оперення у нього темно-оливково-сіре, чубчик і голова жовті. Махові та рульові пера оксамитово-чорні, з синювато-сірим відтінком. Щоки, передня частина голови та чубчик сірчано-жовті, на щоках є оранжево-червоні плями. Дзьоб схожий на дзьоб какаду, але значно коротший. Самки брудно-сірого кольору, нижня сторона тіла з буруватим відтінком, на щоках блідо-коричневі плями. Голова і чубчик у них блідо-сірі з жовтуватим відтінком. На внутрішніх опахалах махових і рульових пір'їн розташовані овальні плями блідо-жовтого кольору, за зовнішніми краями зовнішнього рульового пір'я є жовті смуги з нижньої сторони. У дорослих самців таких плям і смуг немає. Забарвлення молодих пташенят таке ж, як і у самок, тільки у віці 10—12 місяців забарвлення їх відповідає забарвленню дорослих птахів. Через простоту розведення цих птахів у неволі було виведено багато нових забарвлень, що сильно ускладнює визначення статі.

### Варіації забарвлення
Найвідоміші варіації забарвлення:
- Альбінос (білий з червоними очима). Його характеризує відсутність колірного пігменту. Забарвлення цих птахів повністю біле, іноді з кремовим нальотом. Голова та пір'я, що утворює чубок, жовте. Плями з боків голови ідентичні в особин обох статей. Самець біліше самки. У самки можна помітити блідо-жовті плями на крилах і пір'ї підхвістя, які іноді створюють враження мармурового забарвлення.
- Білий (з чорними очима). Цей підвид виходить в результаті схрещування білих самок з сірими самцями (носіями гена білизни). Птахи відрізняються досить інтенсивним жовтим нальотом. У самця світліші пір'я підхвістя, а два найдовших пера у хвості — чисто білі. У самки пір'я підхвістя мають виразний мармуровий рисунок, а пір'я хвоста — жовті.
- Лютино (жовтий з червоними очима). Птах має жовте забарвлення і білі плями на крилах. У особин обох статей є яскраво-помаранчеві плями на щоках.
- Світло-сірий. З'явився від схрещування сірих і білих німф з чорними очима. Має набагато світліше забарвлення в порівнянні з сірою німфою, інші характерні риси для статей зберігаються такими ж.
- Кольори кориці. Наявність забарвлення кольору кориці пов'язане з розладами в біохімічних перетвореннях організму. Темний пігмент утворюється за участю меланіну (чорний пігмент) і феомеланіну (коричневий пігмент). Для того, щоб зробити відтінки світлішими або отримати нові різновиди, часто схрещуються німфи кольору кориці з лютіно. Світло-коричневе забарвлення з'являється тільки замість сірого.
- Темно-жовтуватий. Цей підвид з'явився за участю різновидів з кольором кориці. Забарвлення птахів коливається від темно-жовтуватого до світло-кремового. Посвітління і зміна забарвлення також відноситься тільки до сірого пір'я.
- Шекі. У цих папуг сіре пір'я, на яких розташовуються неоднорідні білі плями. Найціннішими є ті птахи, у яких сірий та білий колір присутні в однакових пропорціях, а плями чіткі та розташовані симетрично. Білі плями можуть з'явитися несподівано в інших підвидів, визначених забарвленням, наприклад, у звичайних сірих, кольору кориці, лютіно, перлинно-сірих. Вважається, що шекі є найкращим вихідним матеріалом для отримання нових підвидів. В результаті поєднання перлинно-сірого різновиду з шекі виходять перлинно-сірі шекі. У цих птахів біла голова, біло-жовтий хвіст, крила і спина перлинно-сірі. Після зміни оперення самки зберігають такий тип забарвлення, а у самців залишається забарвлення шекі.

Серед шекі є також арлекіни. У цих папуг сірі крила, жовта голова і чубок, решта пір'я — білі.
- Перлинно-сірий. Цей різновид виник з підвиду кольору кориці та темно-жовтуватого підвиду. У птахів, що належать до цієї варіації край пера темний, а середина біла. Іноді вдається отримати замість білого кольору жовтий з нальотом кольору кориці. Яскравість сірого забарвлення буває різною. Самка зберігає перлинно-сіре забарвлення впродовж усього життя. Самці змінюють його, деякі вже після першої линьки (втрати пір'я), інші лише по закінченню декількох років.
- Білокрилий. Папуги цього підвиду мають світло-сіре забарвлення, махові пера в крилах — білого кольору. Інші ознаки, що характеризують самця і самку, ідентичні тим, які мають сірі німфи.
- Чорнокрилий. Птах має світло-сіре забарвлення, тільки спина, гузка і крила темніші. На крилах чітко видно білясті плями. Забарвлення в особин обох статей ідентичне.
- Чорний. Птах чорно-сірий з грудкою інтенсивно чорного забарвлення, голова у нього світліша. На крилах помітні білі плями, як у сірої німфи. З боків голови є темно-оранжеві плями, іноді з одиничними чорними пір'їнками.

## Поширення
Населяють посушливі області Австралії: трав'янисті степи з окремими деревами й кущами, іноді відвідують напівпустелі, а також живуть на рівнинах біля берегів річок і озер. Протягом усього року, за винятком періоду розмноження, тримаються невеликими групами (від 10 до 50 птахів) і лише в особливо посушливі роки скупчуються біля водойм у великих кількостях.

## Спосіб життя
У природних умовах живуть в лісах розташованих по берегах річок і у відкритих евкаліптових гаях, в зарослих низьким чагарником саванах. Часто сидять на вершинах засохлих дерев і на високих чагарниках, завдяки своєму забарвленню вони залишаються на них непомітними. Сидячи високо на дереві, вони можуть близько підпустити людину, а ось в траві вони дуже полохливі. На берег водойми ніколи не сідають, вони опускаються вертикально вниз прямо на воду, і, зробивши пару швидких ковтків, злітають у повітря. Основною їжею є насіння трав'янистих і багатьох деревних рослин. Також вони сідають на квітучі евкаліпти, де очевидно годуються нектаром, а можливо і дрібними комахами. У період дозрівання хлібів живляться пшеничними зернами.

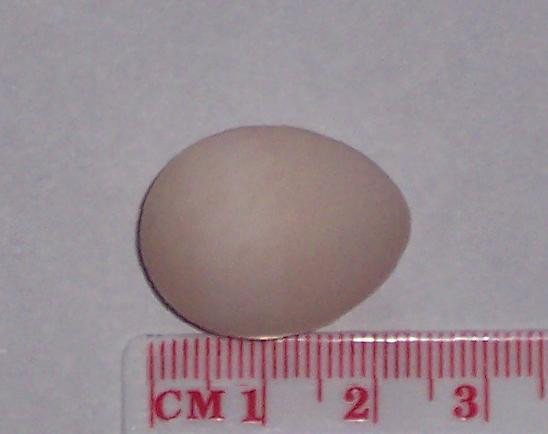
Яйце корели

Середня тривалість життя корел близько 12—15 років, хоча в неволі та за належних умов утримання можна очікувати, що папуга проживе від 16 до 25 років. Особливо слабкі корели в юному віці, тому у цих папуг зареєстрований досить великий відсоток загибелі серед всіх папуг, що реалізуються через роздрібну продаж на території України.

## Розмноження
Розмножуються в сезон дощів, коли з'являється багато корму для птахів та їх пташенят. Гніздяться в порожнечах товстих гілок засохлих дерев. У кладці зазвичай 3-7 білих яєць. У висиджуванні беруть участь обидва батьки. Період інкубації складає 21 день. Пташенята вилуплюються покритими жовтуватим пушком. Батьки годують їх по черзі, і через 4—6 тижнів молодняк покидає гніздо. У цей час дорослі роблять другу кладку яєць, продовжуючи догодовувати перший виводок.

## Утримання
Законодавство Австралії не дозволяє їх вивезення за кордон, проте вони досить легко розмножуються в неволі. Мають велику популярність. Вони швидко приручаються і можуть вивчати окремі слова, а також мелодії, щоправда, голос у них надокучливий і одноманітний. Самці добре співають, наслідуючи вуличним «співачкам». Виведено кілька колірних варіацій корел — чисто білі, перлинні, строкаті та інші.